# Gara Teiuș

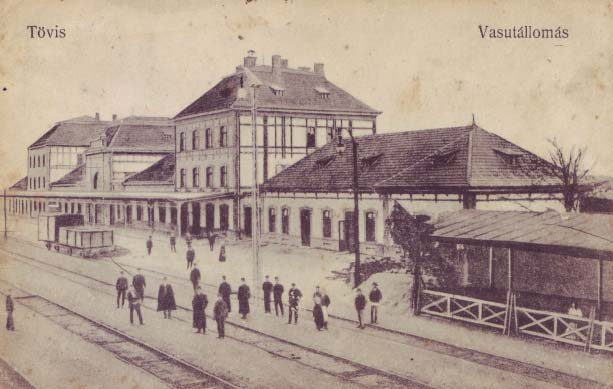
Gara Teiuș

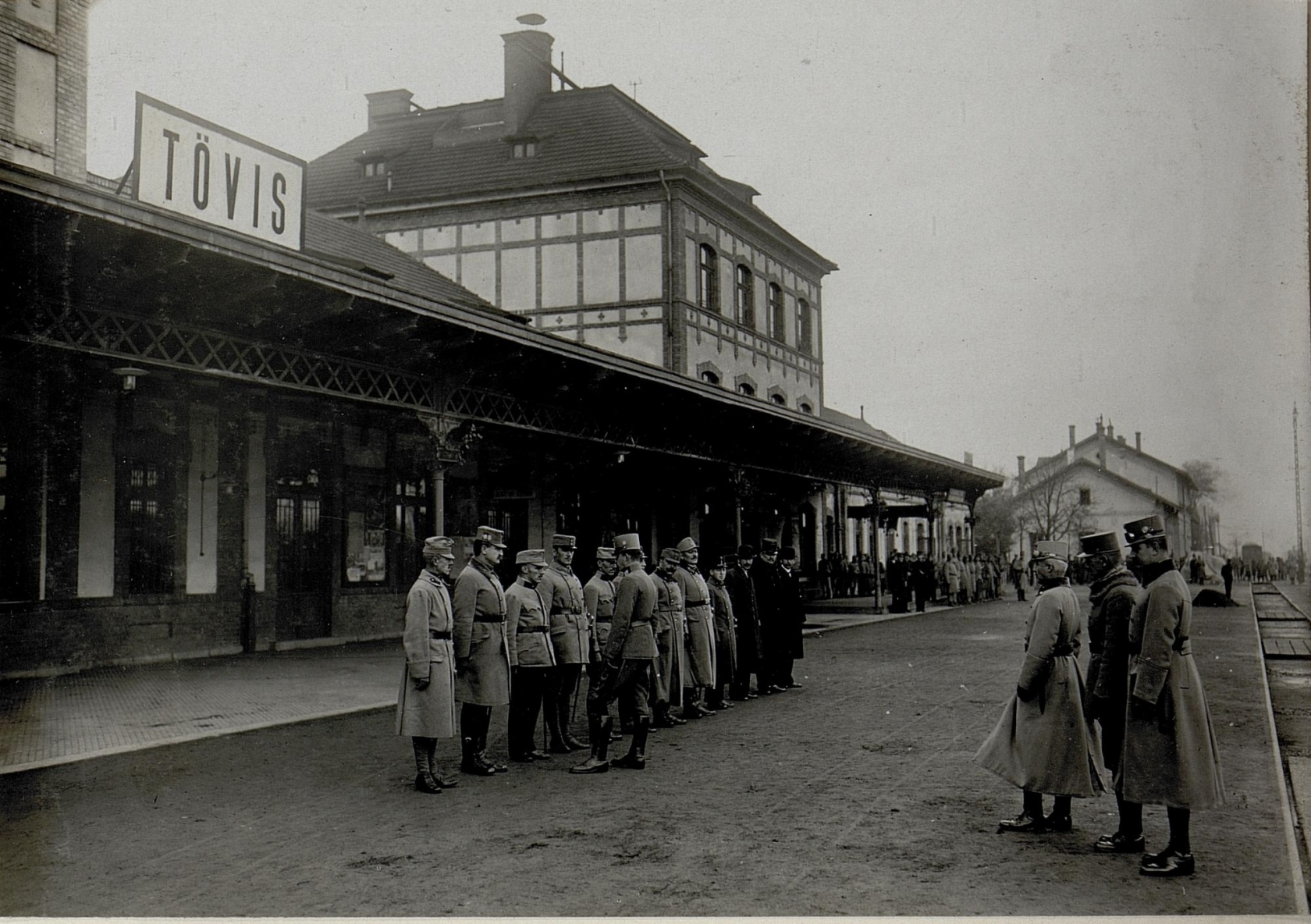
Arhiducele Carol în gara Teiuș

Gara Teiuș este un monument istoric și de arhitectură din orașul Teiuș, reprezentativ pentru stilul romantic din Belle Époque. Actuala clădire a gării a fost finalizată în anul 1908 și este în prezent cea mai mare gară din județul Alba.

## Istoric
Prima gară din Teiuș a fost construită de Societatea Căilor Ferate Ungare de Est și inaugurată la 20 noiembrie 1871, ziua în care a fost dată în funcțiune linia Teiuș-Alba Iulia. Ulterior, în data de 6 mai 1872, a fost dată în funcțiune linia Teiuș-Mediaș.
Arhiducele Carol al Austriei, viitorul împărat Carol I al Austriei, a inspectat gara Teiuș în data de 20 octombrie 1916, la scurt timp după izbucnirea primului război mondial.
În anul 1968 a avut loc accidentul feroviar de la Bucerdea, soldat cu 22 de morți și peste 70 de răniți. Procesul penal, finalizat cu condamnarea celor vinovați, s-a desfășurat în sala de așteptare a gării Teiuș.